# Медісон Кінгдон
Медісон Кінгдон (англ. Madison Kingdon; 20 квітня 1993) — американська волейболістка. Переможниця Ліги націй, Кубка ЄКВ і Панамериканського кубка.

## Із біографії
З 2011 року виступала за волейбольну команду «Wildcat» з Університету Арізони. Також брала участь у змаганнях з пляжного волейболу.
У складі національної команди грала з 2016 року. Стала переможницею турнірів Ліги націй (2018, 2019), бронзовою призеркою Світового кубка великих чемпіонів 2017 і володаркою Панамериканського кубка (2017, 2019). Учасниця Всесвітнього гран-прі 2017 року.
За професіональні клуби виступає з 2015 року. У сезоні 2023/2024 разом з італійською командою «Реале Мутуа Фенера К'єрі 76» здобула Кубок ЄКВ. Півфіналістка Кубка ЄКВ 2022/2023 і Кубка виклику 2020/2021.

## Клуби
| Роки      | Команди                       |
| --------- | ----------------------------- |
| 2015—2016 | «Азеррейл» (Баку)             |
| 2016—2018 | «Алтос» (Хвасон)              |
| 2018—2019 | «Beijing BAIC Motor» (Пекін)  |
| 2019—2023 | «Тюрк Хава Йоллари» (Стамбул) |
| 2023—2024 | «Реале Мутуа Фенера К'єрі 76» |
| 2023—2024 | «Jakarta Popsivo Polwan»      |
| 2024—2025 | «Athletes Unlimited» (Даллас) |
| 2024—     | «Х'юстон»                     |

## Досягнення
У збірній
Ліга націй
- Перше місце (2): 2018, 2019

Панамериканський кубок
- Перше місце (2): 2017, 2019
- Третє місце (1): 2016

У клубах
Кубок ЄКВ
- Перше місце (1): 2024

Чемпіонат Азербайджану
- Перше місце (1): 2016

Чемпіонат Південної Кореї
- Перше місце (1): 2017

Чемпіонат Китаю
- Перше місце (1): 2019

Кубок Першої волейбольної ліги
- Перше місце (1): 2025